# Coccygidium peruensis
Coccygidium peruensis är en stekelart som först beskrevs av Szepligeti 1902.  Coccygidium peruensis ingår i släktet Coccygidium och familjen bracksteklar. Inga underarter finns listade i Catalogue of Life.